# Last Performance
Last Performance ist der Titel des 7. Spielfilms des niederländischen Regisseurs Edwin Brienen. Es ist eine amerikanisch-deutsche Co-Produktion und wurde im Juli und August 2005 in Berlin und New York City gedreht. Der Film feierte Premiere auf dem Niederländischen Filmfestival 2006.

## Handlung
„Last Performance“ erzählt die Geschichte von Julia, einer europäischen Schauspielerin, die nach New York City umzieht. Sie bekommt eine Hauptrolle in einem avantgardistischen Theaterstück der exzentrischen Regisseurin Magda. Magda ist besessen von dunkler Philosophie, wie der von Nietzsche und Anton Szandor LaVey. Auch der homosexuelle Cooper spielt eine Hauptrolle in diesem Stück. Er hat ein sexuell destruktives Verhältnis mit Tom, der wiederum ernsthafte Probleme mit seiner eigenen Sexualität hat. Tom missbraucht Julia für seine perversen Eskapaden. Der eifersüchtige Cooper nimmt Rache und liefert Tom an den Kriminellen J.C. aus. Nachdem Tom ermordet wurde, beschließt Julia Selbstmord zu begehen. Sie beauftragt einen Profikiller mit ihrer Ermordung. 

## Trivia
Der Film wurde 2008 von Filmfreak Distribution in den Beneluxländer auf DVD veröffentlicht.